# Кабрас
Кабрас (итал. Cabras) је насеље у Италији у округу Ористано, региону Сардинија.
Према процени из 2011. у насељу је живело 7695 становника. Насеље се налази на надморској висини од 7 м.

## Становништво
| 1936. | 1951. | 1961. | 1971. | 1981. | 1991. | 2001. | 2011. |
| ----- | ----- | ----- | ----- | ----- | ----- | ----- | ----- |
| 5.381 | 6.221 | 7.162 | 7.453 | 8.480 | 8.994 | 8.804 | 9.032 |